# Heinrich von Raesfeld (Domherr, † 1573)
Heinrich von Raesfeld (* 11. April 1521; † 7. April 1573) war Archidiakon, Kanoniker und Thesaurar am Alten Dom zu Münster.

## Leben

### Herkunft und Familie
Heinrich von Raesfeld entstammte dem westfälischen Adelsgeschlecht von Raesfeld,  aus dem zahlreiche namhafte Persönlichkeiten hervorgegangen sind. Dessen Mitglieder gehörten dem katholischen Glauben an. Er war der Sohn des Arnd von Raesfeld zu Hamern (* 1479, † 1567) und dessen Gemahlin Petronella von Merveldt († 1534). Seine Geschwister waren
Bernhard von Raesfeld (Fürstbischof von Münster), die münsterschen Domherren Gottfried, Bitter, Arnd und Dietrich Franz, Johann (* 1509, ⚭ Katharina von dem Berge), Anna (* 1510, Nonne zu Überwasser), Bertra (1512–1548, ⚭ Wilhelm von Büren), Elisabeth (* 1515, Kanonisse in Recklinghausen), Goswin (* 1518, ⚭ Elisabeth von dem Berge, Schwester seiner Schwägerin Katharina), Ludger (* 1526–1503, Drost zu Wolbeck und Sassenberg) und Franz (* 1528, Domherr zu Mainz und Osnabrück).

### Wirken
Nach dem Verzicht seines Bruders Ludger erlangte Heinrich am 18. Juni 1540 ein Kanonikat am Alten Dom in Münster. Im Dezember schrieb er sich an der Kölner Artistenfakultät ein und wurde im folgenden Jahr emanzipiert. Er wurde Archidiakon, obwohl er nicht die Priesterweihe besaß. Heinrich übernahm am 23. Februar 1552 die Domkellnerei und übte dieses Amt bis 1556 aus. Von da an war er Thesaurar und blieb bis zu seinem Tode in diesem Amt. Seit 1557 war er auch Domsenior. Heinrich war auch Vikar in Dülmen, Kanoniker in Vreden und Pastor in Rorup. Er wurde im Domkreuzgang vor dem Alten Dom gegenüber dem Grab seines Bruders Arnd beigesetzt.